# Slaget ved Allatoona
Slaget ved Allatoona, også kaldet Allatoona Pass blev udkæmpet den 5. oktober 1864 som led i Franklin-Nashville kampagnen i den Amerikanske borgerkrig.
Efter Atlantas fald trak generalløjtnant John Bell Hood den konfødererede Army of Tennessee nordpå for at true Western and Atlantic Railroad, der var generalmajor William T. Shermans forsyningslinje. Undervejs angreb han en række mindre garnisoner og ødelagde spor fra den 2. til 4. oktober. Sherman sendte en forstærket brigade til Allatoona under ledelse af brigadegeneral John M. Corse inden sydstatshæren håede frem. Udtrykket "hold fortet" stammer fra Shermans instruks til general Corse inden slaget.
Generalmajor Samuel G. Frenchs konfødererede division ankom ved Allatoona ved solopgang den 5. oktober. Efter at have krævet overgivelse og modtaget en afvisning angreb French. Unionens linje holdt under et 2½ time langt angreb, men faldt derefter tilbage og omgrupperede sig i stjerneformet jord-fort ved toppen af Allatoona Pass. General French angreb stillingen gentagne gange, men fortet holdt stand. De konfødereredes ammunition begyndte at slippe op, og rapporter om at unionsforstærkninger var på vej fik dem til at trække sig tilbage og slutte sig til Hoods styrke igen.